# Saíde Mingas
Avelino Henrique Saíde Vieira Dias Rodrigues Mingas (Luanda, 13 de fevereiro de 1934 — Luanda, 27 de maio de 1977) foi um economista, escritor, militar e político, figura destacada na luta anticolonial angolana.
Foi o primeiro ocupante do cargo de Ministro das Finanças de Angola independente, um dos dez membros da primeira composição do órgão legislativo nacional, o Conselho Revolucionário do Povo (ou "Conselho da Revolução"), além de membro do Comité Central do Movimento Popular de Libertação de Angola (MPLA).
Associado próximo de Agostinho Neto e Lúcio Lara, e um dos principais pensadores do marxismo em Angola, foi morto pela fracção nitista na tentativa de golpe de Estado de 27 de maio de 1977.

## Biografia
Nascido na zona de Ingombota, em Luanda, em 13 de fevereiro de 1934, Saíde Mingas era filho de André "Mongone" Rodrigues Mingas e de Antónia Diniz de Aniceto Vieira Dias. Alguns dos irmãos de Saíde Mingas foram também outros notáveis na história angolana, como os cantores e compositores André Rodrigues Mingas Júnior e Ruy Mingas, a linguista e investigadora Amélia Mingas, a atleta e administradora Júlia Rodrigues Mingas e o comandante policial José "Zé" Rodrigues Mingas. Sua família tinha fortíssima ligação ao nacionalismo angolano, principalmente na figura de seu pai, André Mongone, fundador e um dos líderes da Liga Nacional Africana, e do seu tio, Liceu Vieira Dias, membro-fundador do MPLA.
Proveniente dessa família da "elite" africana de Luanda, pôde receber uma educação razoável, concluíndo o período no Instituto Médio Industrial de Luanda. Porém, Saíde Mingas envolveu-se logo cedo com os movimentos anticoloniais, principalmente utilizando a literatura em sua expressão política.
Passa a militar nos movimentos nacionalistas por influência do tio, porém a prisão deste e de seu pai no começo da década de 1960 o faz seguir para Portugal para estudos. Lá, revela-se como excelente atleta e desportista. Jogando numa equipa desportiva, é avisado que estava para ser preso. Conseguindo despistar a política política portuguesa sob pretexto de participar de uma competição na Espanha, consegue fugir para Paris, ficando refugiado aos cuidados de Mário Pinto de Andrade, assinando sua filiação formal ao MPLA.
Fica servindo nos escritórios internacionais europeus do MPLA durante certo período até conseguir uma bolsa para continuar seus estudos em Cuba. Em Cuba gradua-se como economista no Instituto de Planificação Física e doutora-se em economia pela Universidade de Havana. Recebe treinamento militar com especialização em artes marciais. Seu período em Cuba lhe torna, além de nacionalista, sobretudo um marxista.
Retorna à sede do partido em Brazavile em 1971, com a formação militar de major, sendo integrado e combatendo no Exército Popular de Libertação de Angola (EPLA), com o pseudónimo Lutuima. É nomeado Director do Centro de Instrução Revolucionária da Frente Leste, posição que ocupa até 1972, inclusive no período assumindo o "Movimento de Reajustamento da Frente Leste". É transferido, em 1972, para o Departamento de Relações Exteriores, sendo enviado também para trabalhar na sede partidária regional do MPLA de Lusaca onde o codinome Saíde é acrescentado formalmente ao seu nome.
Após a Frente Leste e Lusaca, avançou rapidamente na liderança do MPLA, passando a fazer parte do círculo de confiança de Agostinho Neto e Lúcio Lara, principalmente durante a Revolta Activa em Brazavile. Foi enviado por Neto para servir como chefe do escritório do MPLA em Estocolmo, na Suécia, a mais importante nação europeia fora do bloco socialista a apoiar o partido. O período em terras cubanas e suecas o faz retornar a escrever seus poemas, podendo os publicar em Estocolmo de maneira organizada pela primeira vez. Adota o pseudónimo literário "Gasmin Rodrigues". Mostra-se um formidável poliglota, dominando, além do português, o espanhol, o inglês, o sueco, o russo e o francês.
No âmbito da Revolução dos Cravos e da expectativa de descolonização angolana, em julho de 1974 é enviado por Neto para servir como mais alto oficial do partido na Cimeira da Organização da Unidade Africana para discutir e tentar uma solução final à cisão da Revolta Activa e da Revolta do Leste. Frustrada a empreitada, com outros comandantes recebe a atribuição de reformular o EPLA e transformá-lo nas Forças Armadas Populares de Libertação de Angola (FAPLA).
A 8 de novembro de 1974 pousou em Luanda com a "delegação dos 26" do partido, chefiada pelo secretário-geral Lúcio Lara. A participação nesta missão contribuiu para sua a rápida ascensão nas posições de liderança do MPLA, inclusive a eleição para o Comité Central do Movimento.  Em janeiro de 1975, no Acordo do Alvor, compôs o Conselho Presidencial do Governo de Transição, como Ministro do Planeamento e Finanças.
As funções do gabinete do Conselho Presidencial do Governo de Transição são suspensas em agosto de 1975, com Saíde Mingas voltando a combater como major das FAPLA nos enfrentamentos pela tomada de Luanda. As forças do MPLA saem-se vitoriosas e garantem o controle da capital. Mesmo no processo de luta armada, se desdobra, a pedido de Manuel Rui, o coordenador da proposta de texto constitucional, na redação de toda a baliza econômica para a Constituição Angolana de 1975.
Na proclamação da independência angolana, em 11 de novembro de 1975, toma posse como um dos dez membros da primeira composição do órgão legislativo nacional, o Conselho Revolucionário do Povo (ou "Conselho da Revolução"), além de assumir a Direcção dos Serviços de Fazenda e Contabilidade. Reformula este órgão e torna-se, em março de 1976, o primeiro ocupante do cargo de Ministro das Finanças do novo país. Na política financeira e econômica, estabeleceu um período de transição especialmente cauteloso diante das enormes dificuldades financeiras angolanas, tentando conter o crescimento da dívida pública, manter o equilíbrio e os gastos orçamentários e a estabilização financeira-institucional.

## Morte
Em 1976, formou-se no seio do MPLA um grupo de oposição, denominado Fraccionismo (ou grupo nitista), que promovia inflamados discursos racistas e populistas contra uma suposta "elite branco-mestiça" e contra as políticas socioeconômicas, a que atribuíam a pobreza em massa do pós-guerra de independência e guerra civil recém-iniciada — fato último que fazia de Saíde Mingas um adversário pessoal do grupo.
Por seu lado, numa reunião do Comité Central do MPLA em fevereiro de 1977, Saíde Mingas foi um dos que acusou os nitistas de "fraccionismo". Além disso, coube-lhe, a 21 de maio de 1977, a leitura do documento de expulsão de Nito Alves e José Jacinto Van-Dúnem do partido. Ao mesmo tempo, seu irmão mais novo, Zé Mingas, comandante policial da Direção de Informação e Segurança de Angola (DISA), era apoiador do grupo nitista e informou Alves sobre os planos de desmantelar a tentativa de golpe de Estado.
Em 27 de maio de 1977, os nitistas tentaram o golpe de Estado. Várias pessoas da cúpula da liderança nacional foram feitas reféns. Entre os reféns estava Saíde Mingas, que se dirigia para um encontro com Neto e liderava um grupo para tentar retomar o quartel da 9ª Brigada e controlar as tropas em motim. Saíde Mingas foi preso por elementos nitistas da DISA e levado com Eugénio Nzaji e outros militares contrários à revolta para o musseque Sambizanga, onde são, posteriormente, queimados vivos. Zé Mingas não tinha conhecimento dos planos dos membros nitistas da DISA de sequestrar e matar seu próprio irmão, e acabou morto na violenta repressão estatal à tentativa de golpe.

## Memória
Saíde Mingas é lembrado entre os maiores heróis nacionais angolanos. Seu nome foi dado a uma praça em Luanda (perto do edifício do Banco Nacional de Angola), bem como a muitas instituições governamentais e outros monumentos e logradouros públicos espalhados pelo país.
Em 2019, o Presidente angolano João Lourenço ordenou a revisão oficial dos acontecimentos de 1977 dentro do "Plano de Reconciliação em Memória às Vítimas dos Conflitos Armados em Angola". A filha de Saíde Mingas, a advogada Xissole Madeira Vieira Dias Mingas, recebeu, em junho de 2021, a certidão oficial de óbito de seu pai.